# Tese og antitese
Tese og antitese er et begrebspar, der henviser til et idésæt og dette idésæts modsætning eller modsigelse. Begrebsparret er især kendt fra G.W.F. Hegels (1770 – 1831) og Karl Marx´ 1818 – 1883) filosofiske systemer, hvorefter al personlig og samfundsmæssig udvikling foregår gennem en dialektisk bevægelse fra teorier til modteorier.
Tese og antitese kobles ofte sammen med en påstået efterfølgende syntese, som er en "højere" teori, der er resultatet af tesens og antitesens kamp. Syntesen bliver til en ny tese, der modsiges i endnu en antitese.

## Tese og antitese hos Hegel
Hegel mente, at de historiske begivenheder forløber efter et dialektisk skema. Han nævner situationen omkring den franske revolution som et eksempel. Før den franske revolution havde Frankrig den enevældige styreform. Det var tesen: enevælden. Så kom selve revolutionen, oprøret mod enevælden. Det var antitesen: revolutionen. Men Frankrig kunne ikke leve i et vedvarende oprør. På et tidspunkt måtte der komme en styreform, der indeholdt de gode elementer fra enevælden, samtidig med at den indeholdt nogle af de gode ideer, der lå i revolutionen: oplysning, frihed, lighed og broderskab. Oplysningstidens ideer begyndte for alvor at gøre sig gældende i Frankrig efter revolutionen. Det var syntesen: oplysningen.
Det dialektiske skema er her: enevælde – revolution – oplysning. Hegel regner med, at syntesen efter nogen tid vil blive til en ny tese, hvorefter der vil komme en ny antitese.
Skemaet "tese - antitese - syntese" er en pædagogisk forenkling af Hegels dialektiske filosofi. Han brugte aldrig selv disse udtryk.

## Tese og antitese hos Marx
Karl Marx (1818-1883) overtog Hegels dialektiske metode, men han brugte den på mere konkrete problemer. De vigtigste modsætninger hos ham er de samfundsmæssige modsætninger. Her tænker han for eksempel på konflikten mellem samfundsklasserne indbyrdes. I de samfundsmæssige processer er der altså modsætninger (tese og antitese), og det er disse modsætninger, der er drivkraften i enhver samfundsmæssig udvikling. Som et resultat af modsætningernes sammenstød bliver der tilvejebragt en løsning, en syntese.
Et eksempel er modsætningen mellem på den ene side det kapitalistiske samfund og de goder der er kommet med det, og på den anden side modstanden mod det kapitalistiske samfunds negative sider (f.eks. udbyttelsen af arbejderklassen). Denne modsætning vil til sidst medføre, at der kommer et socialistisk samfund, forudsiger han. Det socialistiske samfund indeholder både goderne fra det kapitalistiske samfund og goderne ved modstanden mod dets negative sider. Det dialektiske skema er her: det kapitalistiske samfund (tese) – modstanden mod det kapitalistiske samfund (antitese) – det socialistiske samfund (syntese). Senere i udviklingen kommer så endemålet: det kommunistiske samfund.